# Estação Kolomenskaia
Kolomenskaia (em russo:  Коломенская) é uma das estações da linha Zamoskvoretskaia (Linha 2) do Metro de Moscovo, na Rússia. Estação «Kolomenskaia» está localizada entre as estações «Kachirskaia» e «Avtosavodskaia».